# Lâu đài Sloup
Lâu đài Sloup (tiếng Séc: Skalní hrad Sloup) là tàn tích của một lâu đài đá có từ thế kỷ 14, tọa lạc ở phía tây nam làng Sloup v Čechách, thuộc huyện Česká Lípa, vùng Liberecký, Cộng hòa Séc. Công trình này có tên trong danh sách các di tích văn hóa của Cộng hòa Séc.

## Lịch sử
Lâu đài Sloup được nhắc đến lần đầu tiên trong một văn bản có niên đại vào năm 1324. Chủ nhân lúc bấy giờ của lâu đài là quý tộc Čeněk của Lipá. Sau năm 1330, lâu đài được gia đình quý tộc Berks ở Dubá mua lại. Trong chiến tranh Ba Mươi Năm, lâu đài Sloup bị quân đội Thụy Điển phá hủy vào năm 1639. Sau đó, lâu đài chỉ còn sót lại những tàn tích. Trong giai đoạn 1670 - 1785, các ẩn sĩ đã chọn sinh sống ở đây. Họ đã đục đẽo đá để tạo ra thêm những căn phòng mới và các cơ sở vật chất khác. Các tài liệu lịch sử có đề cập đến một số ẩn sĩ, bao gồm: thợ xây dựng Konstantin, họa sĩ Václav Rincholín, và một bác sĩ nhãn khoa kiêm thợ làm vườn tên là Samuel. Chính Samuel đã trồng thêm cây bắp trên các vùng đồng bằng xung quanh lâu đài.
Hiện nay, lâu đài Sloup đang được sử dụng để phát triển du lịch. Khung cảnh lãng mạn và nét hoang sơ của công trình này thường xuất hiện trong nhiều bộ phim điện ảnh và phim truyền hình. Ngoài ra, những buổi hòa nhạc truyền thống dưới ánh nến cũng được tổ chức tại lâu đài Sloup vào các tối thứ Bảy trong các dịp nghỉ lễ hàng năm.

## Hình ảnh

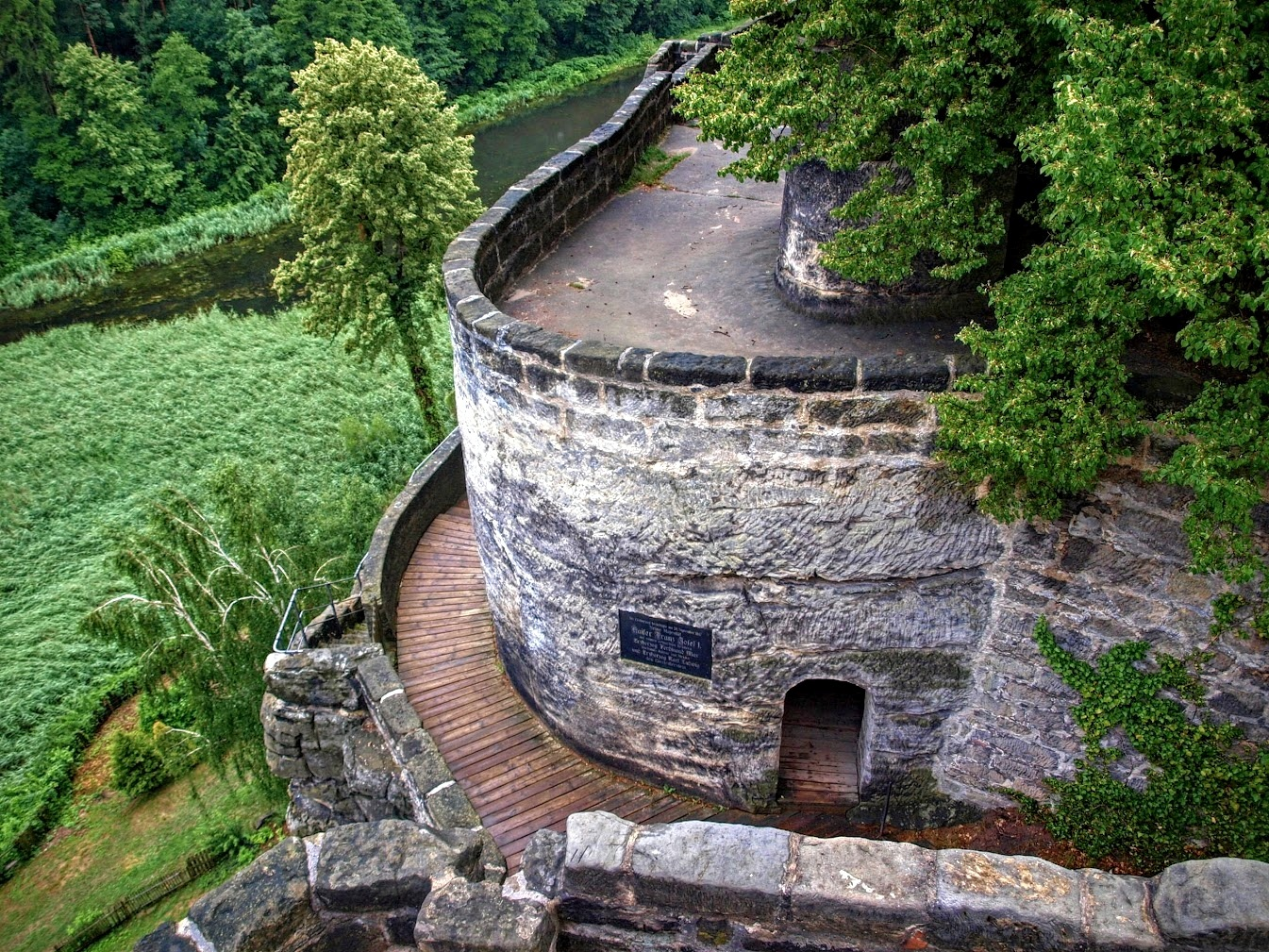
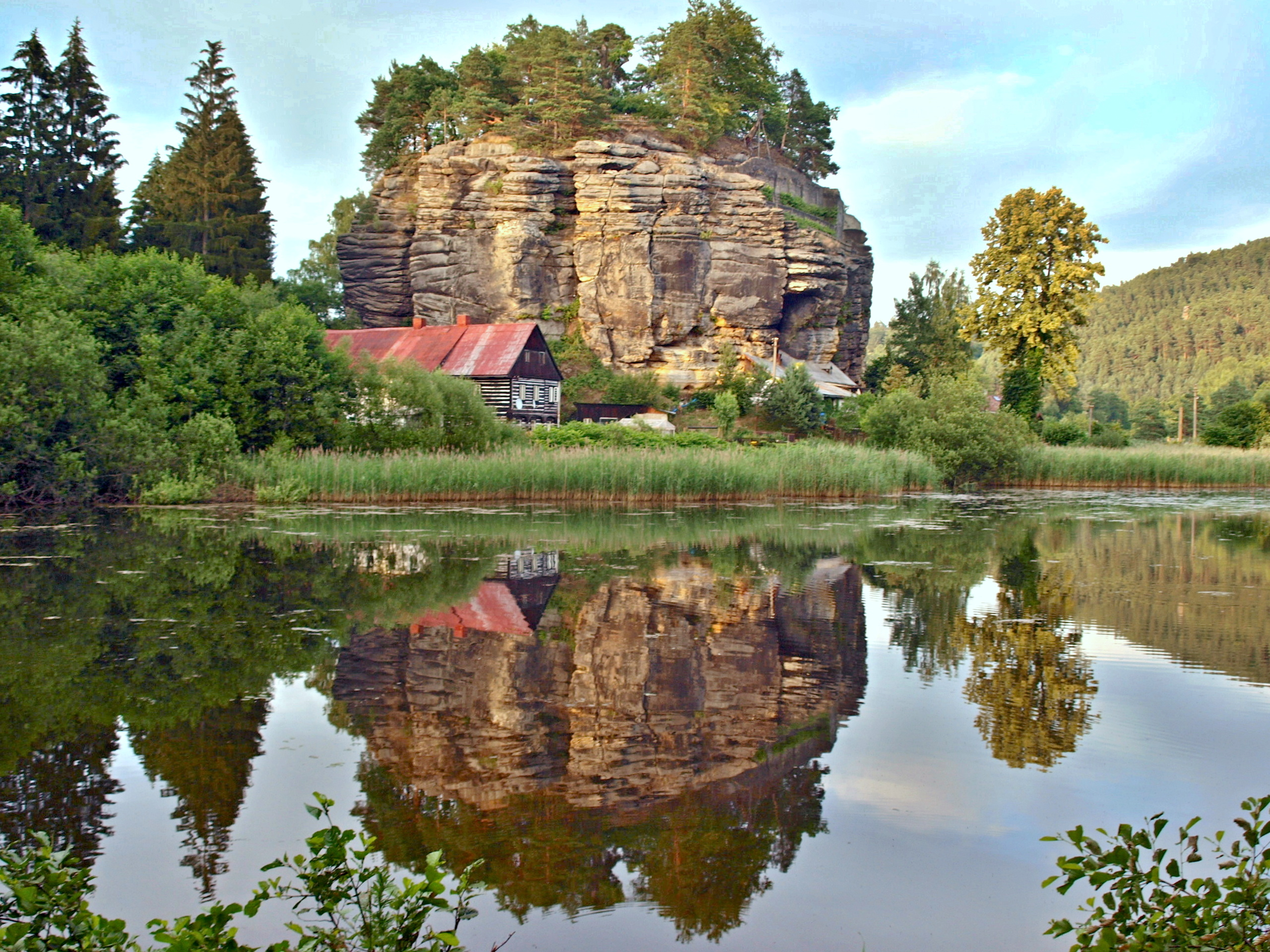
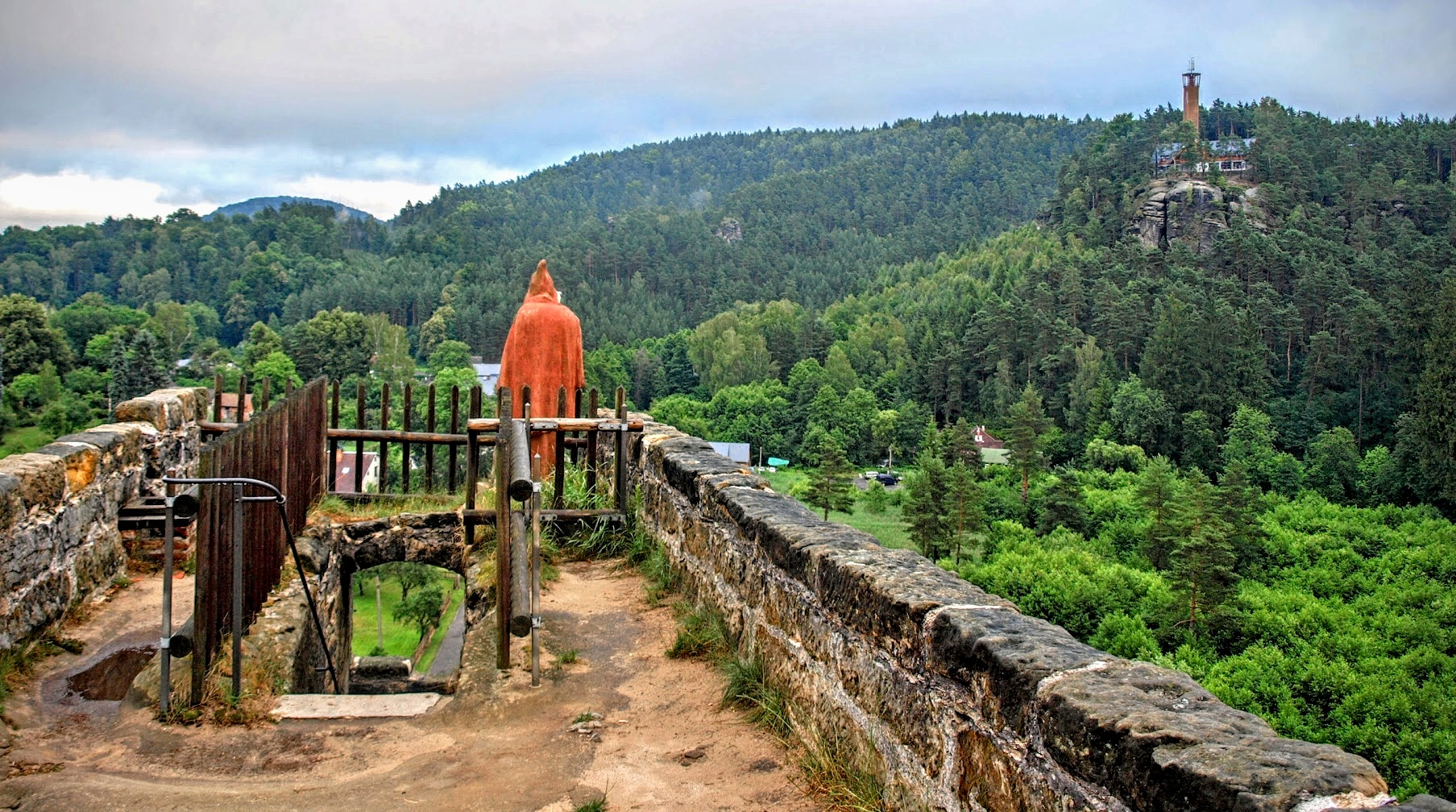